# UFO (musiker)
 For alternative betydninger, se Ufo (flertydig). (Se også artikler, som begynder med Ufo)
Kristian Humaidan, (født januar 1981 i Svendborg) bedre kendt som UFO er en rapper og producer fra Danmark.
UFO er en forkortelse for Ung Funky Opkommer, et alias Humaidan fandt på som 11 årig.
Han slog for alvor igennem i 2002, da han vandt MC's Fight Night over rapperen PTA.
UFO er medlem af producerduoen WhyYou og tidligere medlem af Rapgruppen, UFO Yepha.
Rapgruppen UFO Yephas medlemmer kører nu solo-karrierer.
UFO udgav i oktober 2011 pladen Humaidan (efter eget efternavn) som solokunstner. På pladen har Kristian Humaidan tillagt sig selv en mere rocket lyd, og er gået væk fra rapmusikken. Albummet modtog fire ud af seks stjerne i musikmagasinet GAFFA. I 2016 blev det fulgt op med hans andet soloalbum, Stjernesprog, der modtog fem ud af seks stjerner i GAFFA.
Siden har han uddannet sig til meditationsinstruktør.

## Privatliv
Kristian Humaidan er bosat på Ærø med sin hustru, forfatteren og foredragsholderen Maj My og deres fire børn.

## Diskografi
Som UFO
- Humaidan (2011)
- Stjernesprog (2016)

Som UFO Yepha
- U vs Y (2003)
- Ingen Som Os (2006)
- Kig Mig I Øjnene (2008)